# Laurel Griggs
Pour les articles homonymes, voir Griggs.
Laurel Griggs née le 28 juin 2006 et morte le 5 novembre 2019 à New York est une adolescente actrice américaine, qui a notamment joué à Broadway dans des comédies musicales.

## Biographie
Sa carrière a commencé lorsqu'elle avait 6 ans, elle a interprété le rôle de Polly dans le film La chatte sur un toit brûlant au côté d'une grande star d'Hollywood Scarlett Johansson. Mais ce qui l'a fait connaître c'est son rôle d'Ivanka dans la comédie musicale Once qui a remporté un Tony Award.
Par la suite, Laurel Griggs a fait une apparition dans le film Cafe Society de Woody Allen.
Elle décède le 5 novembre d'une importante crise d'asthme à New York à l'hôpital du Mont Sinaï à l'âge de 13 ans. Elle a été enterrée au cimetière juif New Montefiore à New York le 8 novembre 2019. 
Comédie musicale
- 2011 : Once
- 2013 : La chatte sur un toit brûlant[2].

## Filmographie
- 2016 : Café Society de Woody Allen

## Emission
- Saturday Night Live : émission parodique où elle a fait quelques apparitions